# Vestiferum alatum
Espèce
Vestiferum alatum est une espèce d'opilions dyspnois de la famille des Nemastomatidae.

## Distribution
Cette espèce se rencontre en Géorgie en Adjarie et en Turquie dans la province d'Artvin.

## Description
Les mâles mesurent de 1,7 à 2,0 mm.

## Systématique et taxinomie
Cette espèce a été décrite par Martens en 2006.

## Publication originale
- Martens, 2006 : « Weberknechte aus dem Kaukasus (Arachnida, Opiliones, Nemastomatidae). » Senckenbergiana Biologica, vol. 86, p. 145–210.